# Abraham Bedersi
Abraham ben Isaac Bedersi (hébreu : אברהם בן יצחק בדרשי) était un poète juif occitan ; né à Béziers (d'où son nom de famille Bedersi, signifiant : originaire de Béziers). En 2019, les dates de sa naissance et de son décès n'ont pas encore été clairement déterminées. Il était le père de Jedaiah Ben Abraham Bedersi.

## Biographie
Une élégie qu'il a composée pendant sa jeunesse, lors de la confiscation des livres de loi, est supposé par certains chercheurs faire allusion  au brûlement du Talmud à Paris vers 1242 ; par d'autres, à la confiscation du Talmud d'Aragon en 1264, conséquence directe de la controverse de Barcelone. Si ce dernier point de vue est correct, Bedersi aurait grandi dans les années 1240.
Selon la lettre envoyée par Bedersi au Rabbin catalan Menahem Hameïri, il semble qu'il se soit rendu assez tôt (peut-être en 1273) à Perpignan, où il assista aux conférences de Joseph Ezubi. Il serait revenu souvent à Perpignan et aurait pris une part active aux affaires de la communauté juive de cette ville. Un certain nombre de ses lettres, contenues dans MS. cviii (72) de la Bibliothèque nationale autrichienne de Vienne, s'adressent à d'éminents Juifs de Barcelone, leur demandant d'aider leurs coreligionnaires moins fortunés.
Il aurait vécu en Arles et, en 1285, pendant la croisade d'Aragon, il se serait réfugié à Narbonne. Il semble avoir été riche à un moment donné, car dans un poème, il se déclare indépendant écrivant pour son seul plaisir. Le compilateur de son diwan rapporte que Bedersi a envoyé de l'argent au poète errant Gorni.
Bedersi fut un écrivain prolifique. Plusieurs recueils de ses poèmes se trouvent sur des manuscrits dans diverses bibliothèques. Le manuscrit le plus complet est celui conservé par le British Museum, Add. no 27,168. Il contient une élégie à la mort d'un de ses proches parents, David de Cabestan; plusieurs poèmes et lettres adressés à Meïr Aboulafia et à son compagnon, Abu al-Ḥasan Saul; des poèmes dédiés au médecin du roi de Castille, Abu al-Ḥasan Meïr ibn al-Ḥarit.
Deux œuvres de Bedersi ont été publiées, avec une préface intéressante de Samuel David Luzzatto, par Gabriel Isaac Polak, à Amsterdam en 1862 :
- Ḥerev ha-Mithapekhet (Une épée à double tranchant), un poème de 210 strophes. Bedersi donne un bref aperçu de la poésie juive, dont il déplore la décadence. Il loue les makamat (poèmes) d'Al-Hariri de Bassorah, qu'il connaissait probablement à travers la traduction de plusieurs textes par Al-arizi ;
- Ḥotem Toknit[5] (Qui scelle la somme; Ezek. Xxviii.12), premier dictionnaire connu des synonymes en hébreu contenus dans la bible.

Un autre ouvrage poétique intitulé Bakashat ha-Lamedin, publié à Francfort-sur-l'Oder en 1812, fut attribué à Abraham Bedersi; mais il est probable que ce poème ait plutôt été écrit par son fils Jedaiah Bedersi.
Les œuvres de Bedersi sont représentatives de la décadence de la poésie juive à cette époque. Son style manque de souplesse et en devient difficilement compréhensible, alors même qu'il possédait une connaissance approfondie de l'hébreu.

## Source et références
Source
- Cet article incorpore le texte d'une publication désormais passé dans le domaine public: Isidore SInger, et al. Eds (1901-1906). The Jewish Encyclopedia. New York: Funk & Wagnalls. Lire en ligne.

Références
1. ↑  Léopold Zunz, ZG, p. 413
2. ↑  Otam Toknit, p. 4
3. ↑  Luzzatto, Intro. À Ḥotam Toknit, p. 4
4. ↑  (en) Gabriel Isaac Polak, publié en 2007 par l'Encyclopaedia Judaica sur le site (en) Encyclopedia.com (consulté le 26 mai 2019)
5. ↑  (en) Ḥotem Toknit, publié sur le site virtualjudaica.com (consulté le 26 mai 2019)